# 11-脱氧皮质酮
11-脱氧皮质酮（DOC，简称为脱氧皮质酮）是一种具有盐皮质激素活性的由肾上腺产生的类固醇激素并作为醛固酮的前体。顾名思义，11-脱氧皮质酮可被看作是孕酮的21-羟基-衍生物或是皮质酮的11-脱氧-衍生物。它不具有明显的糖皮质激素活性。